# Real Convictorio de San Carlos

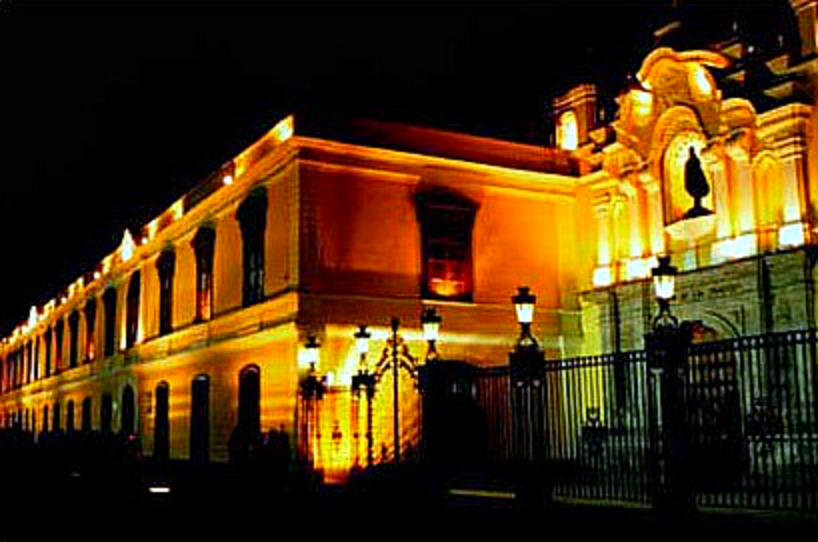
Casona de San Marcos, en este local funcionó hasta 1866 el Real Convictorio de San Carlos, actualmente es el Centro Cultural de la Universidad de San Marcos.

El Real Convictorio de San Carlos o Convictorio de San Carlos en tiempos posteriores al Virreinato, fue un colegio mayor de Lima creado a finales del Virreinato peruano y que subsistió hasta las primeras décadas de la República peruana, desempeñando un importante papel en las luchas ideológicas de su tiempo.

## Época Virreinal
En sus inicios, fue creado para servir de residencia para los alumnos de la Universidad de San Marcos, de acuerdo a Real Cédula del 9 de julio de 1769 y el decreto del 15 de junio de 1770 del virrey Amat, que fusionaba el Colegio Real de San Martín y el Colegio Mayor de San Felipe y San Marcos, el primero de los cuales estaba bajo la administración de la expulsada orden jesuita.
Los requisitos necesarios para entrar en él se hacían en función de eliminar a "los que no tuviesen limpieza de Sangre, buena crianza y costumbre", además de estar en la obligación de saber latín y estar matriculado en la Universidad de San Marcos. Su primer rector fue José Lasso y Mogrovejo.
A pesar del empeño que se puso por renovar los estudios y distanciarlos de la enseñanza tradicional, desde temprano se dio en San Carlos una cercanía con el énfasis en la Teología, aplicándose ésta al tratamiento de los problemas cotidianos, lo que le valió la burla de los personajes del Diálogo satírico de los palanganas Veterano y Bisoño.
Durante el periodo virreinal no fueron pocas las veces que sufrió intervención, especialmente en las materias de estudio. Los ingresos no fueron problema menor, pues en varias oportunidades se veían privados de las rentas asignadas, alterando su normal desempeño. Esto se dio de manera clara con el Informe (1816) que Toribio Rodríguez de Mendoza como rector hiciera al virrey Joaquín de la Pezuela, ocasionando el cierre del Convictorio (octubre de 1817).

## Época Republicana

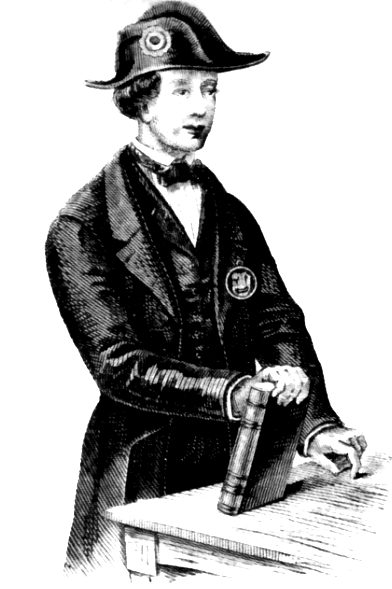
Estudiante carolino de mediados del.

Su reapertura se manifestó el 19 de noviembre de 1822 sin ninguna modificación en su plan de estudios mientras que el Reglamento del 26 de octubre de 1826 solo acentuó el énfasis humanista y jurídico de los cursos, prescindiendo de las ciencias. La novedad la constituyó que el Colegio del Príncipe fue anexado al Convictorio, siendo señalados para sus rentas un fondo del Estado para el pago de 24 becas, el producto de las fincas que le pertenecían, una asignación anual sobre la caja de amortizaciones, las rentas de los desaparecidos Colegio y Universidad de San Pedro Nolasco y el Colegio de San Ildefonso, así como las pensiones de los alumnos.
Sin embargo, una resolución del Congreso del 13 de noviembre de 1829 dispuso que continuara rigiendo el plan de estudios imperante en el régimen virreinal, derogando el reglamento anterior. A este siguieron otros decretos:
- Nuevo reglamento (11 de agosto de 1835).
- Sobre el uso de emblemas que debían portar los colegiales (15 de junio de 1836).
- Referido a becas, horario escolar y trajes (9 de diciembre de 1836).
- Ordenando que solo podían matricularse los hijos legítimos (10 de febrero de 1840).

Durante la década de 1840 tuvo un rol importante en la vida política del país, pues debido a su rector, Bartolomé Herrera, participó en los debates doctrinarios contra el Colegio Guadalupe, que tenían como eje la soberanía del pueblo y el sufragio de los indios. Este debate fue llevado al parlamento siendo Herrera diputado por Lima y Pedro Gálvez, exalumno de Herrera y profesor del Guadalupe, diputado por Pataz (7 de noviembre de 1849).
La orientación liberal de San Carlos se acentuaría con el rectorado de José Gálvez (hermano de Pedro y luego héroe del combate del 2 de mayo de 1866), aunque ese paso fue fugaz, siendo reemplazado por Antonio Arenas. El nuevo rector provocó un incidente que culminó con la intervención de la Convención Nacional en la revisión de los textos empleados para la enseñanza.
No pasaría mucho para que San Carlos se orientara hacia un liberalismo moderado alejándose de la línea conservadora que lo había distinguido por muchos años. El convictorio funcionó hasta 1866, año en que se convirtió en la Facultad de Humanidades y en la Facultad de Derecho de la Universidad Mayor de San Marcos, facultades que funcionaron en el histórico local hasta la década de 1960, que se trasladaron totalmente a la actual Ciudad Universitaria de Lima.

## Rectores carolinos
Entre los rectores que rigieron el Convictorio de San Carlos , desde sus orígenes hasta 1836, es posible anotar: 
- José Lasso y Mogrovejo, en 1771.
- José Francisco de Arquellada, en 1772.
- Toribio Rodríguez de Mendoza, en 1787.
- Carlos Pedemonte, en 1817.
- José Cavero y Salazar, en 1819.
- Juan de Dios Olaechea, en 1825.
- Manuel José Pedemonte, en 1828.
- Juan Manuel Nocheto, en 1830.
- Matías Pastor, en 1833.
- Jerónimo de Agüero, en 1836.